# Skylar Lewis : Chasseuse de monstres
Pour plus de détails, voir Fiche technique et Distribution.
Skylar Lewis, chasseuse de monstres est un téléfilm américain de la collection des Disney Channel Original Movie, réalisé par Stuart Gillard et diffusé en 2013.

## Synopsis
Skylar, une adolescente sans peur, se prépare à aller fêter Halloween avec ses amis Sadie et Henry. Les plans qu'elle a élaborés tombent à l'eau, ses parents lui interdisant formellement de quitter la maison. Elle décide de sortir malgré tout, en coupant le système d'alarme de la maison. L'action a pour effet de libérer un monstre, Deimata, que ses parents retenaient en captivité. Le monde de Skylar s'en trouve bouleversé : l'adolescente réalise qu'elle est la descendante d'une longue lignée de chasseurs de monstres. Elle va devoir à son tour affronter Deimata, bien décidé à changer le destin de Skylar et de sa famille.

## Fiche technique
- Titre original : Girl vs. Monster
- Réalisation : Stuart Gillard
- Société de production : Disney Channel Original Movie
- Société de distribution : Disney Channel
- Durée: 89 minutes

## Distribution
- Olivia Holt (VF : Claire Tefnin) : Skylar Lewis
- Luke Benward (VF : Antoni Lo Presti) : Ryan Dean
- Katherine McNamara (VF : Séverine Cayron) : Myra Santelli
- Kerris Dorsey (VF : Laetitia Liénart) : Sadie
- Brendan Meyer (VF : Bruno Borsu): Henry
- Tracy Dawson (VF : France Bastoen) : Deimata
- Brian Palermo (VF : Tony Beck) : Steve Lewis
- Jennifer Aspen (VF : Colette Sodoyez) : Julie Lewis
- Adam Chambers (VF : Sébastien Hébrant) : Cobb